# Nijaz Alispahić
Nijaz Alispahić (Kozluk kod Zvornika, 1940. – Tuzla, 2. siječnja 2024.) bosanskohercegovački je književnik i dramaturg. Studije jezika i književnosti završio je u Beogradu, a poslijediplomske studije u Sarajevu. U Gradačcu 1973. godine pokreće književnu manifestaciju "Kikićevi susreti". Od 1978. godine radi kao dramaturg Narodnog pozorišta u Tuzli.
Njegova djela prevođena su na više stranih jezika, a zastupljen je u Antologiji bošnjačke pripovijetke XX. stoljeća i Antologiji bosanskohercegovačke drame XX. stoljeća.

## Djela

### Knjige
- "Vatre stišane pjesmom", poezija, (1971.);
- "Vrtovi sirotog Halimije", pripovijetke, 1979.);
- "Karakazan", poezija, (1996.);
- "Leda Saliniana" - Kulturna hronika Tuzle, (1997.);
- "Sihirbaz", pripovijetke, (1998.);
- "Hamdibeg", dramatizacija, (1998.);
- "Sire, došli su ratnici" - Narodno pozorište Tuzla 1992. – 1995., (1998.).
- "Hasanaginica" - drama & libreto za operu (1999.),
- "Tuzlansko sijelo u podne" - kronika (2000.)

### Drame
- "Gola prsa protiv bajoneta" - igrokaz (1980.),
- "Životopis Ha Ha" - monodrama (1980.),
- "Raja s Mejdana" - mjuzikl (1986.),
- "Zmaj od Bosne" - drama (1987),
- "Insani i ćuprije" - poetski igrokaz (1995.),
- "Hasanaginica" - drama (1999.),
- "Hasanaginica" - libreto za operu (1999.),
- "Aska i vuk" - drama (2002.),
- "Aska i vuk" - libreto za operu (2003.),
- "Za dom penzionera spremni" - drama (2003.)

### Dramatizacije
- "Odumiranje međeda" (1987),
- "Derviš i smrt" (1988.),
- "Tijesna ulica" (1995.),
- "Hamdibeg" (1997.).

## Nagrade
- Dvostruki laureat Nagrade "Ivo Andrić" za najbolju pripovijetku za 1983. i 1989. godinu
- Nagrada "Zijo Dizdarević" za najbolju pripovijetku za 1977. i 1978. godinu
- Nagrada časopisa "Život" za najbolju prozu (1977.)
- Prva nagrada za najbolju kratku priču banjalučkog "Glasa" (1977.) i prištinskog "Jedinstva" (1977.)
- Dvije Prve nagrade za najbolju novinsku priču "Fronta slobode"
- Trostruki laureat Nagrade Udruženja pozorišnih kritičara i teatrologa Bosne i Hercegovine za najbolji repertoar u jednoj sezoni (1983./84., 1985./86., 1988./89.)
- Nagrada Udruženja pozorišnih kritičara i teatrologa Bosne i Hercegovine za najbolju dramatizaciju ("Derviš i smrt", 1989.)